# Hôtel Boistouset

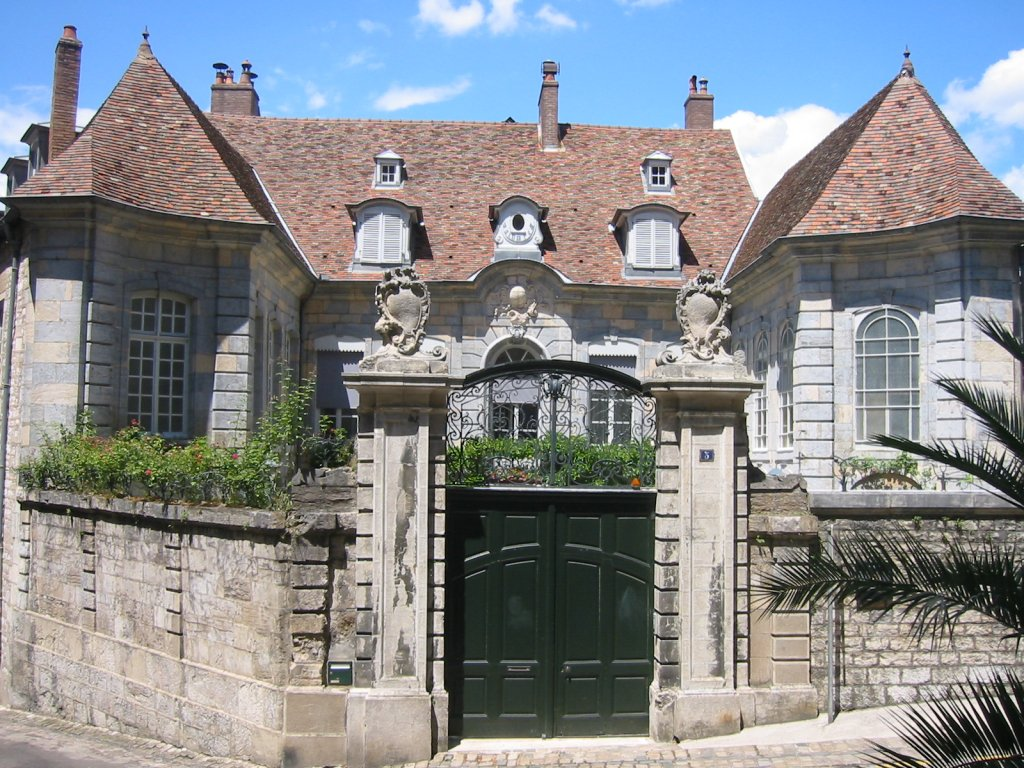
Hôtel Boistouset in Besançon

Das Hôtel Boistouset in Besançon, einer Stadt im Département Doubs in  der französischen Region Bourgogne-Franche-Comté, ist ein Hôtel particulier aus dem 18. Jahrhundert, das sich an der Rue de la Convention Nr. 3/5 befindet. Das Gebäude ist seit 1942 als Baudenkmal (Monument historique) geschützt.

## Geschichte
Das Hôtel Boistouset, das sich gegenüber der Kathedrale von Besançon befindet, wurde von 1744 bis 1750 für den Kanoniker Charles-François-Denis d’Agay errichtet.
Während der Revolution wurde das Gebäude 1794 als Nationaleigentum versteigert. Im Jahr 1910 wurde es vom Erzbistum Besançon gekauft und wird seitdem als Residenz des Erzbischofs genutzt.

## Architektur
Das Gebäude mit einem symmetrischen, U-förmigen Grundriss wird zur Straße hin von einer Mauer und einem prächtigen Portal im Rocaille-Stil abgetrennt. Die Fassade des mittleren Wohntraktes besteht aus Haustein und wird von Pilastern gegliedert. Das Dachgeschoss ziert zentral eine Sonnenuhr in barockem Baustil. Das Gebäude wird dem Architekten Germain Boffrand zugeschrieben, der in dieser Zeit in Besançon verbrachte, um dem Kapitel der Kathedrale ein Angebot zur Verzierung der Apsis des Grabtuchs Christi zu unterbreiten. Von ihm stammt auch das benachbarte Erzbischöfliche Palais Besançon.
Das Portal mit einem schmiedeeisernen Tor wird begrenzt von zwei Pilastern, die von Medaillons bekrönt werden.